# Saïd al-Shawwa
Hajj Saïd al-Shawwa ( arabe : الحـاج سعيد الشوا) (1868 - octobre 1930) est un homme politique arabe palestinien et le premier maire de Gaza, servant de 1906 à 1917. Il est également l'un des membres les plus influents du Conseil suprême musulman de 1921 jusqu'à sa mort. Membre éminent de la bourgeoisie palestinienne favorable aux Ottomans pendant la Première Guerre mondiale, il est un adversaire du régime britannique en Palestine mandataire, et plus tard un allié du Grand mufti de Jérusalem, Mohammed Amin al-Husseini.

## Carrière politique

### Maire de Gaza
Al-Shawwa est né dans l'éminente famille al-Shawwa de Gaza, et son père Mohammed Khalil Al-Shawwa occupa le poste de président de la municipalité de Gaza lors de sa fondation en 1893. Avant d'entrer en politique, Saïd mena une carrière d'exportateur de céréales. En 1904, il est nommé membre du conseil municipal, puis en 1906 il devient le premier maire de la ville. Durant son règne de maire, il construit un hôpital, plusieurs mosquées et écoles à Gaza, et on lui attribue l'introduction de la charrue moderne dans la ville en 1911. Al-Shawa développa des relations étroites avec l'armée ottomane pendant la Première Guerre mondiale et il reçut des décorations honorifiques de l'Empire ottoman. Sa sympathie pour les Ottomans pendant la guerre poussa l'armée britannique victorieuse à le destituer en 1917.

### Membre du Conseil suprême musulman
Al-Shawwa est le représentant de Gaza aux 1er, 4e et 5e Congrès national palestinien tenus en 1919, 1920 et 1922. En 1921, peu après la fondation du Conseil suprême musulman, al-Shawwa est élu parmi les quatre membres de l'organe le plus haut placé du conseil, le collège électoral. Il a été choisi pour représenter Gaza, le sud de la Palestine et le district de Jérusalem de 1922 à 1929. À cette époque, al-Shawwa était un grand propriétaire foncier de Gaza  ainsi qu'à Beer-Sheva, possédant un total d'environ 50 000 dounams. En 1926-1927, il prend en charge la restauration de la Grande Mosquée de Gaza après qu'elle a été en grande partie détruite par les bombardements britanniques durant la première guerre mondiale. Al-Shawwa est mort en octobre 1930 et a été remplacé par Muhi ad-Din 'Abd al-Shafi, un érudit musulman et opposant d'al-Husseini.